# Rollwitz
Rollwitz es un municipio situado en el distrito de Pomerania Occidental-Greifswald, en el estado federado de Mecklemburgo-Pomerania Occidental (Alemania), a una altitud de 55 metros. Su población a finales de 2016 era de 900 habs. y su densidad poblacional, 26 hab/km².
Se encuentra ubicado al sur del distrito, junto a la frontera con el estado de Brandeburgo.